# 北国の少女
「北国の少女」（原題： Girl from the North Country）は、ボブ・ディランが1963年に発表した楽曲。ディランの初期の代表作の一つ。

## 概要
1963年4月24日、ニューヨークのコロムビア・レコーディング・スタジオで録音された。この日のセッションからディランのプロデューサーはジョン・ハモンドからトム・ウィルソンに変わった。1963年5月27日発売の2作目のアルバム『フリーホイーリン・ボブ・ディラン』に収録。
1962年12月にイギリスに渡ったのちに本作品は書かれた。ディランはマーティン・カーシーを始めとする様々なフォークシンガーとの交流を通じて、イギリスの伝統的なバラードを知ることとなる。「マーティン・カーシーはとりわけすばらしかったよ。僕はマーティンから非常に多くのものを学んだ」と彼は1984年のインタビューで答えている。本作品はメロディの面から言っても歌詞の面から言っても、カーシー自身がアレンジした「スカボロー・フェア」の影響が色濃い。
"北国出身の少女" のモデルについては色々な推測がなされているが、『フリーホイーリン・ボブ・ディラン』のジャケットを飾ったスーズ・ロトロもその中のひとりである。

## ディランによる別バージョン
- 1963年3月、ラジオ番組「オスカー・ブランド・ショー」のために録音。『The 50th Anniversary Collection 1963』（2013年）に収録。
- 1963年5月に録音されたデモ。一般にウィットマーク・デモと呼ばれる。『ザ・ブートレッグ・シリーズ第9集：ザ・ウィットマーク・デモ』（2010年）に収録[5]。
- 1964年2月1日、カナダのCBCテレビの番組用のために演奏。ドキュメンタリー映画『ノー・ディレクション・ホーム』（2005年）に映像が収録されている。
- 1964年5月17日、ロンドンのロイヤル・フェスティバル・ホールで行ったライブ。『The 50th Anniversary Collection 1964』（2014年）に収録。
- 1964年10月10日、フィラデルフィアのタウン・ホールで行ったライブ。『The 50th Anniversary Collection 1964』（2014年）に収録。
- 1969年2月18日、ナッシュビルのコロムビア・スタジオで録音。ジョニー・キャッシュとのデュエット。『ナッシュヴィル・スカイライン』（1969年）に収録。
- 1969年5月1日、「ジョニー・キャッシュ・ショー」のために演奏。こちらもキャッシュとのデュエット。放送日は同年6月7日（第1回放送）。DVD『The Best of The Johnny Cash TV Show』（2007年）に映像が収録されている。
- 1984年7月8日、アイルランドで行ったライブ。『リアル・ライブ』（1984年）に収録。
- 1992年10月16日、ニューヨークのマディソン・スクエア・ガーデンで行ったライブ。『30〜トリビュート・コンサート』（1993年）に収録。

## カバー・バージョン
- ハミルトン・キャンプ - 1964年のアルバム『Paths of Victory』に収録。
- リンク・レイ - 1965年のシングル。
- ボズ・スキャッグス - 1965年のアルバム『Boz』に収録。
- トム・ノースコット - 1968年のシングル。
- ジョニー・キャッシュ & ジョニ・ミッチェル - 1969年の「ジョニー・キャッシュ・ショー」のために演奏。DVD『The Best of The Johnny Cash TV Show』（2007年）の付属CDに収録。
- ジョー・コッカー & レオン・ラッセル - 1970年のライブ・アルバム『マッド・ドッグス&イングリッシュメン』に収録。
- レオン・ラッセル - 1970年12月5日、ヴァイン・ストリート・シアターにて録音。2016年発売の『The Homewood Sessions』に収録。
- ランブリン・ジャック・エリオット - 1970年のアルバム『Bull Durham Sacks & Railroad Tracks』に収録。
- ロッド・スチュワート - 1974年のアルバム『スマイラー』に収録。
- アルタン - 2000年のアルバム『アナザー・スカイ』に収録。
- ジョン・ウェイト - 2004年のアルバム『The Hard Way』に収録。
- スティング - 2012年のコンピレーション・アルバム『Chimes of Freedom』に収録。
- ニール・ヤング - 2014年のアルバム『A Letter Home』に収録。